# Moncton
Moncton is een stad in Oost-Canada. Het is een van de acht steden in de provincie New Brunswick. Moncton heeft 64.128 inwoners in de stad zelf en 126.424 in de agglomeratie (in 2006). De stad draagt de naam van Robert Monckton, een Britse officier die destijds het toezicht over de deportatie van de Acadiërs hield. Het is na Saint John de grootste stad van de provincie, en heeft vrijwel evenveel inwoners.
De stad is de zetel van het rooms-katholieke aartsbisdom Moncton.

## Geschiedenis
Moncton werd in 1733 gesticht door Franse boeren uit Acadië. Moncton is vernoemd naar de Britse generaal Robert Monckton, die het nabijgelegen Fort Beausejour in 1755 innam op de Fransen en die vervolgens de inwoners deporteerde. Het duurde jaren voordat de plaats weer bevolkt raakte.

## Geografie
Moncton ligt in het zuidoostelijke deel van de provincie New Brunswick in het oosten van Canada. Het ligt in de vallei van de Petitcodiacrivier, op de noordoever van een gedeelte waar de rivier een draai maakt. De vroege stichters van de stad gebruikten dan ook de Franse bijnaam le Coude voor het gebied.
Moncton ligt in het binnenland van de Maritieme Provincies. Tegen het einde van de 19de eeuw stond Moncton dankzij de bouw van belangrijke spoorweglijnen als de Hub City bekend. De stad werd ook het hoofdkwartier van de Intercontinental Railway van Canada.

## Taal en cultuur
Het grootste gedeelte van de bevolking van Moncton is Engelstalig. 35% van de bevolking spreekt Frans. Een aantal Franstaligen in de stad spreken nog het oude Acadische Chiac-dialect. Moncton was in augustus 1999 de gaststad van het Internationale Spitsberaad van de Francofonie. De stadsraad besloot op 6 augustus 2002 om van Moncton de eerste Canadese stad te maken die officieel tweetalig is.
Het Capitol Theatre is een gerestaureerd vaudeville-huis uit de jaren twintig van de 20e eeuw. Het dient nu als het centrum van het culturele leven van de stad.
Een andere belangrijke instelling is het Atlantic Ballet Theatre (Atlantisch Ballettheater) en het Franstalige Théâtre l'Escouette. In het Moncton Coliseum, een arena met 8 000 zitplaatsen, vinden concerten plaats. Het is ook het hoofdkwartier van de Moncton Wildcats, de plaatselijke hockeyclub.
De hoofdmusea zijn het Moncton-museum en het La Musée Acadienne bij de Franstalige Université de Moncton.
Het tweetalige Northrop Frye Literaire Festival vindt in april plaats, ter ere van de literaire criticus Northrop Frye. Schrijvers van over de heel wereld wonen het festival bij. De Internationale Wijn- en Voedsel-expositie (World Wine and Food Exposition), dat elke november in Moncton plaatsvindt, is de grootste in Oost-Canada.
Ter herdenking van 400 jaar Franse nederzettingen in Noord-Amerika heeft het museum Pointe-à-Callière (Montréal) in samenwerking met het Musée du Château des ducs de Bretagne in Nantes (Frankrijk) de expositie France / Nouvelle France, de l'Acadie à la Louisiane in het Musée acadien de l'Université de Moncton van 29 maart tot 5 juni 2005.

## Vervoer
De internationale luchthaven van Moncton is onlangs uitgebreid. De spoorwegmaatschappijen VIA Rail Canada en Canadian National Railway en de snelweg Trans Canada Highway verbinden Moncton met de rest van Canada. De stad is dankzij zijn ligging tegenwoordig een belangrijk handelscentrum.

## Bezienswaardigheden
- Champlain Place is een winkelcentrum in de voorstad Dieppe.
- Crystal Palace is een pretpark tegenover Champlain Place.
- Het Gat van de Getijden wordt door de enorme getijden van de Fundybaai veroorzaakt, waarbij de Petitcodiacrivier stroomopwaarts begint te stromen.
- Magneetheuvel (Magnetic Hill) is een optische illusie die door de plaatselijke topografie veroorzaakt wordt. De plaats wordt als een toeristencentrum ontwikkeld; een dierentuin en een waterpretpark (Magic Mountain) maken deel uit van het project.

Moncton is een belangrijke bestemming voor toeristen. In de omgeving van de stad zijn twee nationale parken, Fundy National Park en Kouchibouguac National Park. De warmwaterstranden van Northumberland Strait en de rotsen van Hopewell Rocks liggen eveneens dicht bij de stad. De Confederation Bridge bij Prince Edward Island is een architectonische bezienswaardigheid.

## Onderwijs
Moncton beschikt over twee universiteiten: De Université de Moncton, de grootste Franstalige universiteit buiten de provincie Québec, en de Atlantic Baptist University, een kleine christelijke instelling die zich op vrije kunsten en natuurwetenschappen toespitst.
Daarnaast biedt de University of New Brunswick verpleegkunde aan. De Mount Allison University ligt vlakbij in de stad Sackville.
Er zijn ook twee campussen van de New Brunswick Community College in het gebied; de NBCC Moncton-campus is Engelstalig, terwijl CCNB Dieppe Franstalige cursussen aanbiedt. Deze instellingen spitsen zich toe op handels- en technische opleiding.
Er zijn ook een aantal privéscholen in de stad; het Moncton Flight College is een van de oudste in het land en heeft een heel goede naam als een van de beste vliegscholen verworven.

## Medische instellingen
De twee grootse ziekenhuizen in het gebied zijn The Moncton Hospital (overwegend Engelstalig, met ongeveer 400 bedden) en het Hôpital Georges-L. Dumont (overwegend Franstalig, 350 bedden).

## Media
Moncton beschikt over twee kranten die dagelijks verschijnen, de Engelstalige Times & Transcript, die ook het belangrijkste blad in New Brunswick is, en de Franstalige L'Acadie Nouvelle. Er zijn ook twee plaatselijke televisiestations, Radio-Canada/CBC (Franstalig) en ATV / CTV Television Network (Engelstalig). Daarnaast zenden twaalf radiostations hun programma's vanuit Moncton uit.

## Gebouwen
- Aliant Tower, een uitzendtoren van 35 verdiepingen die het stadsbeeld van Moncton beheerst.

## Economie
Moncton is twee keer failliet gegaan.
Aanvankelijk waren de Intercolonial Railway en National Transcontinental Railway de belangrijkste werkverschaffers in de stad. De twee maatschappijen gingen in 1915 op in Canadian National Railway (CNR) die de grootste onderneming in het gebied is geworden.
Moncton beleeft in de maritieme provincies van Canada de snelste economische groei.

## Partnersteden
- Lafayette, Verenigde Staten
- Parma, Italië
- North Bay, Ontario, Canada